# スーパーサンエー
株式会社スーパーサンエーは、大阪府を中心にスーパーマーケットを展開する企業である。
大阪府岸和田市に本部を置き、CGCグループに加盟している。同名の小売店を展開する、沖縄県のサンエー、宮城県のサンエー、過去に堺市でスーパーマーケットを展開していたサンエーとはいずれも資本関係はない。

## 沿革
- 1964年 - 第一号店の久米田店が開店。
- 2006年 - カナエから事業譲渡を受ける。
- 2022年 - コノミヤグループ入り[4]。

## 店舗
2025年1月現在、大阪府と兵庫県に11店舗が存在している。
- 久米田店
- 上松店
- 山直店
- フード田中店
- 東岸和田店
- 光明台店

### 旧カナエ店舗
- 大美野店
- 新檜尾台店
- 平野店
- 杭瀬店
- 今川店

### かつて存在した店舗
- 堺インター店（2018年11月3日閉店[6]）
- 住吉店[7]（2019年12月26日閉店）